# チエばーちゃんの知恵ブクロ
『チエばーちゃんの知恵ブクロ』は、橋口隆志による日本の漫画。監修：岩下宣子、ヤスダヨリコ。『月刊コロコロコミック』（小学館）において、1991年8月号から1995年10月号まで連載された。連載終了後の1996年2月にてんとう虫コミックススペシャルとして単行本（全1巻）が発行されている。

## 概要
基本的に一話完結のギャグ漫画であり、月刊少年誌としては少ない1 - 6ページ程度で構成されていた（連載初期は1 - 2ページ連載であったが、連載の継続につれページが増加している）。
タイトル通り、今の時代に忘れ去られつつある「おばあちゃんの知恵袋」的な豆知識を、ギャグ漫画と言う子供達に受け入れられやすい形式で紹介する作品であり、実際の生活でも役立つ知識が紹介されていた。その反面、昔から受け継がれてきた「おばあちゃんの知恵」が持つ側面として、迷信的な物、科学的に効果があるとは言い切れない物が紹介される場合もあった。
シャープで細部まで描き込まれた絵柄と、底意地が悪いながらも知識豊富なチエばーちゃんのキャラクターも相俟って、安定した人気を持った連載の一つであった。

## あらすじ
意地悪だが豊富な知恵袋を誇るチエばーちゃんが、孫の正夫ら登場人物を翻弄しつつ、豆知識を紹介する。風邪の治し方や、犬の飼い方、暑い時や寒い時の過ごし方など、ばーちゃんの知識はどんな場面にも対応できる物であったが、ばーちゃんのいたずら心で間違った伝授をされる事もあり、その場合は正夫達はひどい目に遭わされる。
最終回では、チエばーちゃんは病死しており、大事な肉親を失い葬儀の場で動揺を隠し切れない正夫であったが、そんな正夫を見かねてか、チエばーちゃんは在りし日の姿のまま亡霊となって正夫の前に現れ、最後の葬儀マナー知識を披露する。出棺後、自分の助けがなくても孫がこれからしっかりと一人立ち出来る事を確信し、チエばーちゃんは役目を終え天国へ旅立っていった。

## 登場人物
正夫
祖母であるチエばーちゃんに翻弄される不幸な小学生。本作の主人公。後に橋口が手がける『超速スピナー』において「織茂正夫」という彼に似たキャラクターが登場したが、同一人物かどうかは不明。
チエばーちゃん
豊富な知識を有する、本作の真の主人公。人を馬鹿にしたような行動が多く、正しい知識を知っているのだが、披露の仕方が間違っていることもしばしば。正夫曰く、火事よりこわい。変装が得意な模様。水虫らしい。最終回で病死してしまう。
正子
正夫の母。正夫に次ぐばーちゃんの被害者。ばーちゃんに「正子さん」と呼ばれているので、嫁入りしてきたと思われる。
父
正夫の父、名前は不明。ばーちゃんの息子。当初は同居していたが、連載途中からは単身赴任となっている。
だら
正夫が拾ってきた野良犬。犬に関する豆知識で活躍したが、その後は数コマ登場した程度であった。「だら」という名前は、読者の一般公募によってつけられた。
美代
正夫のクラスメートで、いわゆる友達以上恋人未満の位置づけ。正夫と一緒に登場することが多く、ばーちゃんの被害に遭うことも多い。エチケットにうるさい模様。父は貿易会社の社長。

## 関係人物
本作には登場せず、コロコロコミック増刊号の読み切り漫画に登場した人物。
グルメ雷蔵
読み切りの料理漫画「グルメじーちゃんの料理ジマン」登場した正夫の祖父。ばーちゃんにおつかいとして出され、正夫から「ばーちゃんに尻に敷かれてるね。」とからかわれている。チエばーちゃんの夫であると考えられるが、雷蔵が正夫の母方の祖父である可能性も否定できないため、確定は出来ない。「グルメ」が苗字であると考えた場合、ばーちゃんの本名は「グルメ チエ」と言う事になる。
兄
読み切りの卓球漫画「卓球にーちゃんの突撃スマッシュ」に登場した正夫の兄。ラケットの素振り練習のし過ぎでフォームが固まってしまい、実戦で試合が出来なくなってしまった。正夫とは容姿が全然違う。

## 書誌情報
- 橋口隆志、監修：岩下宣子、ヤスダヨリコ『チエばーちゃんの知恵ブクロ』小学館〈てんとう虫コミックススペシャル〉1996年2月発売、全1巻、ISBN 4-09-149231-2